# 紀元前173年
紀元前173年（きげんぜん173ねん）は、ローマ暦の年である。

## 他の紀年法
- 干支 : 戊辰
- 日本
  - 孝元天皇42年
  - 皇紀488年
- 中国
  - 前漢 : 文帝7年
- 朝鮮
  - 檀紀2161年
- 仏滅紀元 : 372年
- ユダヤ暦 : 3588年 - 3589年

## できごと

### エジプト
- プトレマイオス4世が姉のクレオパトラ2世と結婚した。

### セレウコス朝
- アンティオコス4世がアパメア条約で課された戦争補償金の残額をアンティオコス3世に支払った。

## 誕生
- アンティオコス5世：セレウコス朝の皇帝（紀元前162年没）

## 死去
- ルキウス・コルネリウス・レントゥルス：執政官